# Gernsbach
Gernsbach (phát âm tiếng Đức: [ˈɡɛʁnsbax] ⓘ) là một thị trấn thuộc huyện Rastatt, bang Baden-Württemberg, Đức. Nơi đây nằm bên bờ sông Murg, cách Baden-Baden 7 km (4,35 mi) về phía đông.